# Ekstrapolator rzędu pierwszego
Ekstrapolator rzędu pierwszego (interpolator rzędu pierwszego, ang. first-order hold, FOH) – matematyczny model praktycznej rekonstrukcji sygnałów spróbkowanych, która może być wykonana za pomocą konwencjonalnego przetwornika analogowo-cyfrowego i obwodu analogowego zwanego układem całkującym.
W przypadku ekstrapolatora rzędu pierwszego sygnał jest rekonstruowany jako przedziałami liniowa aproksymacja oryginalnego sygnału, który poddany został próbkowaniu. Model matematyczny taki, jak ekstrapolator rzędu pierwszego (lub, częściej, ekstrapolator rzędu zerowego) jest niezbędny ponieważ w twierdzeniu o próbkowaniu i rekonstrukcji sygnału, sekwencja impulsów Diraca, {\displaystyle x_{s}(t),} reprezentująca próbki sygnału dyskretnego, {\displaystyle x(nT),} jest filtrowana filtrem dolnoprzepustowym w celu przywrócenia sygnału źródłowego {\displaystyle x(t),} który został spróbkowany. Jednakże sekwencja impulsów Diraca pojawiająca się na wyjściu układu jest bardzo niepraktyczna. Urządzenie można zaimplementować, z użyciem konwencjonalnego przetwornika analogowo-cyfrowego i pewnego analogowego układu liniowego, tak by rekonstruowało ono przedziałami liniowe wyjście predykcyjnego lub opóźnionego ekstrapolatora rzędu pierwszego.
Co prawda fizycznie się tego nie wykonuje, ale identyczny sygnał wyjściowy można wygenerować poprzez zastosowane hipotetycznej sekwencji impulsów Diraca, {\displaystyle x_{s}(t),} do liniowego układu stacjonarnego, znanego jako filtr liniowy z takimi charakterystykami (które, dla liniowego układu stacjonarnego, opisane są w pełni przez odpowiedź impulsową) tak, że każdy impuls na wejściu daje na wyjściu poprawną funkcję przedziałami liniową.

## Postać podstawowa ekstrapolatora rzędu pierwszego

Idealnie spróbkowany sygnał

Ekstrapolator rzędu pierwszego to hipotetyczny filtr lub stacjonarny układ liniowy, który dokonuje konwersji idealnie spróbkowanego sygnału:
{\displaystyle {\begin{aligned}x_{s}(t)&=x(t)\ T\sum _{n=-\infty }^{\infty }\delta (t-nT)\\&=T\sum _{n=-\infty }^{\infty }x(nT)\delta (t-nT)\end{aligned}}}
na sygnał przedziałami liniowy
{\displaystyle x_{\mathrm {FOH} }(t)=\sum _{n=-\infty }^{\infty }x(nT)\mathrm {tri} \left({\frac {t-nT}{T}}\right)}

Sygnał przedziałami liniowy

Odpowiedź impulsowa (nieprzyczynowa) ekstrapolatora rzędu pierwszego

dający w efekcie odpowiedź impulsową:
{\displaystyle h_{\mathrm {FOH} }(t)={\frac {1}{T}}\mathrm {tri} \left({\frac {t}{T}}\right)={\begin{cases}{\frac {1}{T}}\left(1-{\frac {|t|}{T}}\right)&{\mbox{jeśli }}|t|<T\\0&{\mbox{w pozostałych przypadkach}}\end{cases}}}
gdzie {\displaystyle \mathrm {tri} (x)} jest funkcją trójkątną.
Otrzymywana charakterystyka częstotliwościowa jest (ciągłą) transformatą Fouriera odpowiedzi impulsowej:
{\displaystyle {\begin{aligned}H_{\mathrm {FOH} }(f)&={\mathcal {F}}\{h_{\mathrm {FOH} }(t)\}\\[2pt]&=\left({\frac {e^{i\pi fT}-e^{-i\pi fT}}{i2\pi fT}}\right)^{2}\\[2pt]&=\mathrm {sinc} ^{2}(fT)\end{aligned}}}
gdzie {\displaystyle \mathrm {sinc} (x)} jest funkcją sinc.
transmitancję ekstrapolatora rzędu pierwszego można uzyskać poprzez podstawienie {\displaystyle s=i2\pi f{:}}
{\displaystyle {\begin{aligned}H_{\mathrm {FOH} }(s)&={\mathcal {L}}\{h_{\mathrm {FOH} }(t)\}\\[2pt]&=\left({\frac {e^{sT/2}-e^{-sT/2}}{sT}}\right)^{2}.\end{aligned}}}
Jest to układ nieprzyczynowy – liniowa funkcja interpolacji przebiega w kierunku wartości następnej próbki zanim taka próbka zostanie zastosowana do hipotetycznego filtru (to jest ekstrapolatora rzędu pierwszego). Nieprzyczynowość odzwierciedla także odpowiedź impulsowa filtru (ekstrapolatora rzędu pierwszego) – odpowiedź ta zaczyna się zanim podany zostanie impuls.

## Opóźniony ekstrapolator rzędu pierwszego

Opóźniony sygnał przedziałami liniowy

Opóźniony ekstrapolator rzędu pierwszego, czasami nazywany też przyczynowym ekstrapolatorem rzędu pierwszego, jest niemal identyczny z powyżej przedstawionym filtrem w postaci podstawowej z wyjątkiem tego, że sygnał na jego wyjściu opóźniony jest o jeden okres próbkowania, co daje na wyjściu sygnał opóźniony przedziałami liniowy
{\displaystyle x_{\mathrm {FOH} }(t)=\sum _{n=-\infty }^{\infty }x(nT)\mathrm {tri} \left({\frac {t-T-nT}{T}}\right),}

Odpowiedź impulsowa przyczynowego filtru pierwszego rzędu

co daje w efekcie odpowiedź impulsową opisaną wzorem:
{\displaystyle h_{\mathrm {FOH} }(t)={\frac {1}{T}}\mathrm {tri} \left({\frac {t-T}{T}}\right)={\begin{cases}{\frac {1}{T}}\left(1-{\frac {|t-T|}{T}}\right)&{\mbox{jeśli }}|t-T|<T\\0&{\mbox{w pozostałych przypadkach}}\end{cases}}}
gdzie {\displaystyle \mathrm {tri} (x)} jest funkcją trójkątną.
Efektywna charakterystyka częstotliwościowa to (ciągła) transformata Fouriera odpowiedzi impulsowej:
{\displaystyle {\begin{aligned}H_{\mathrm {FOH} }(f)&={\mathcal {F}}\{h_{\mathrm {FOH} }(t)\}\\[2pt]&=\left({\frac {1-e^{-i2\pi fT}}{i2\pi fT}}\right)^{2}\\[1ex]&=e^{-i2\pi fT}\mathrm {sinc} ^{2}(fT),\end{aligned}}}
gdzie {\displaystyle \mathrm {sinc} (x)} jest funkcją sinc.
Transmitancję opóźnionego filtru pierwszego rzędu można uzyskać przez podstawienie {\displaystyle s=i2\pi f{:}}
{\displaystyle {\begin{aligned}H_{\mathrm {FOH} }(s)&={\mathcal {L}}\{h_{\mathrm {FOH} }(t)\}\\[2pt]&=\left({\frac {1-e^{-sT}}{sT}}\right)^{2}.\end{aligned}}}
Z uwagi na opóźnienie sygnału na wyjściu rozważany układ jest układem przyczynowym. Odpowiedź impulsowa opóźnionego ekstrapolatora rzędu pierwszego nie pojawia się zanim nie poda się impulsu na wejście układu.
Taką opóźnioną, przedziałami liniową rekonstrukcję można zrealizować fizycznie poprzez implementację filtru cyfrowego z wzmocnieniem {\displaystyle H(z)=1-z^{-1},} podając wyjście takiego filtru cyfrowego (które wynosi o prostu {\displaystyle x[n]-x[n-1]}) na wejście idealnego konwencjonalnego przetwornika cyfrowo-analogowego (który ujmuje w sobie model ekstrapolatora rzędu pierwszego) i całkując (w czasie ciągłym, {\displaystyle H(s)=1/(sT)}) wyjście przetwornika analogowo-cyfrowego.

## Predykcyjny ekstrapolator rzędu pierwszego

Sygnał wyjściowy predykcyjnego ekstrapolatora rzędu pierwszego

Predykcyjny ekstrapolator rzędu pierwszego jest zupełnie inny niż formy podane wcześniej. Ma on charakter przyczynowego hipotetycznego stacjonarnego układu liniowego albo filtru, który konwertuje idealnie spróbkowany sygnał
{\displaystyle {\begin{aligned}x_{s}(t)&=x(t)\ T\sum _{n=-\infty }^{\infty }\delta (t-nT)\\[2pt]&=T\sum _{n=-\infty }^{\infty }x(nT)\delta (t-nT)\end{aligned}}}
do sygnału wyjściowego przedziałami liniowego w ten sposób, że próbka bieżąca i próbka bezpośrednio wcześniejsza wykorzystywane są do liniowej ekstrapolacji do następnego wystąpienia próbki. Wyjście takiego filtru dane byłoby:
{\displaystyle {\begin{aligned}x_{\mathrm {FOH} }(t)&=\sum _{n=-\infty }^{\infty }\left(x(nT)+\left(x(nT)-x((n-1)T)\right){\frac {t-nT}{T}}\right)\mathrm {rect} \left({\frac {t-nT}{T}}-{\frac {1}{2}}\right)\\[2pt]&=\sum _{n=-\infty }^{\infty }x(nT)\left(\mathrm {rect} \left({\frac {t-nT}{T}}-{\frac {1}{2}}\right)-\mathrm {rect} \left({\frac {t-nT}{T}}-{\frac {3}{2}}\right)+\mathrm {tri} \left({\frac {t-nT}{T}}-1\right)\right),\end{aligned}}}

Odpowiedź impulsowa predykcyjnego ekstrapolatora rzędu pierwszego

dając w efekcie odpowiedź impulsową:
{\displaystyle {\begin{aligned}h_{\mathrm {FOH} }(t)&={\frac {1}{T}}\left(\mathrm {rect} \left({\frac {t}{T}}-{\frac {1}{2}}\right)-\mathrm {rect} \left({\frac {t}{T}}-{\frac {3}{2}}\right)+\mathrm {tri} \left({\frac {t}{T}}-1\right)\right)\\[2pt]&={\begin{cases}{\frac {1}{T}}\left(1+{\frac {t}{T}}\right)&{\mbox{jeśli }}0\leqslant t<T\\{\frac {1}{T}}\left(1-{\frac {t}{T}}\right)&{\mbox{jeśli }}T\leqslant t<2T\\0&{\mbox{w pozostałych przypadkach}}\end{cases}}\end{aligned}}}
gdzie {\displaystyle \mathrm {rect} (x)} jest funkcją prostokątną a {\displaystyle \mathrm {tri} (x)} jest funkcją trojkątną.
Wynikowa charakterystyka częstotliwościowa jest (ciągłą) transformatą Fouriera odpowiedzi impulsowej:
{\displaystyle {\begin{aligned}H_{\mathrm {FOH} }(f)&={\mathcal {F}}\{h_{\mathrm {FOH} }(t)\}\\[2pt]&=(1+i2\pi fT)\left({\frac {1-e^{-i2\pi fT}}{i2\pi fT}}\right)^{2}\\[1ex]&=(1+i2\pi fT)e^{-i2\pi fT}\mathrm {sinc} ^{2}(fT)),\end{aligned}}}
gdzie {\displaystyle \mathrm {sinc} (x)} jest funkcją sinc.
Transmitancję predykcyjnego filtru pierwszego rzędu można uzyskać przez podstawienie {\displaystyle s=i2\pi f{:}}
{\displaystyle {\begin{aligned}H_{\mathrm {FOH} }(s)&={\mathcal {L}}\{h_{\mathrm {FOH} }(t)\}\\[2pt]&=(1+sT)\left({\frac {1-e^{-sT}}{sT}}\right)^{2}.\end{aligned}}}
Jest to układ przyczynowy. Odpowiedź impulsowa predykcyjnego filtru pierwszego rzędu nie pojawia się zanim nie podany zostanie impuls na wejście układu.
Taką przedziałami liniową rekonstrukcję można zrealizować fizycznie poprzez implementację filtru cyfrowego z wzmocnieniem {\displaystyle H(z)=1-z^{-1}} podając wyjście takiego filtru cyfrowego (które wynosi o prostu {\displaystyle x[n]-x[n-1]}) na wejście idealnego konwecjonalnego przetwornika cyfrowo-analogowego (który ujmuje w sobie model ekstrapolatora rzędu pierwszego), a następnie wyjście tego przetwornika na wejście filtru analogowego o transmitancji {\displaystyle H(s)=(1+sT)/(sT).}